# Georg Kümmel (Unternehmer)
Georg Kümmel (auch: Georg Ernst Conrad Kümmel; * 1805; † 1874 oder 1878) war ein deutscher Unternehmer, Hof-Ofenbauer und Ofen-Fabrikant.

## Leben

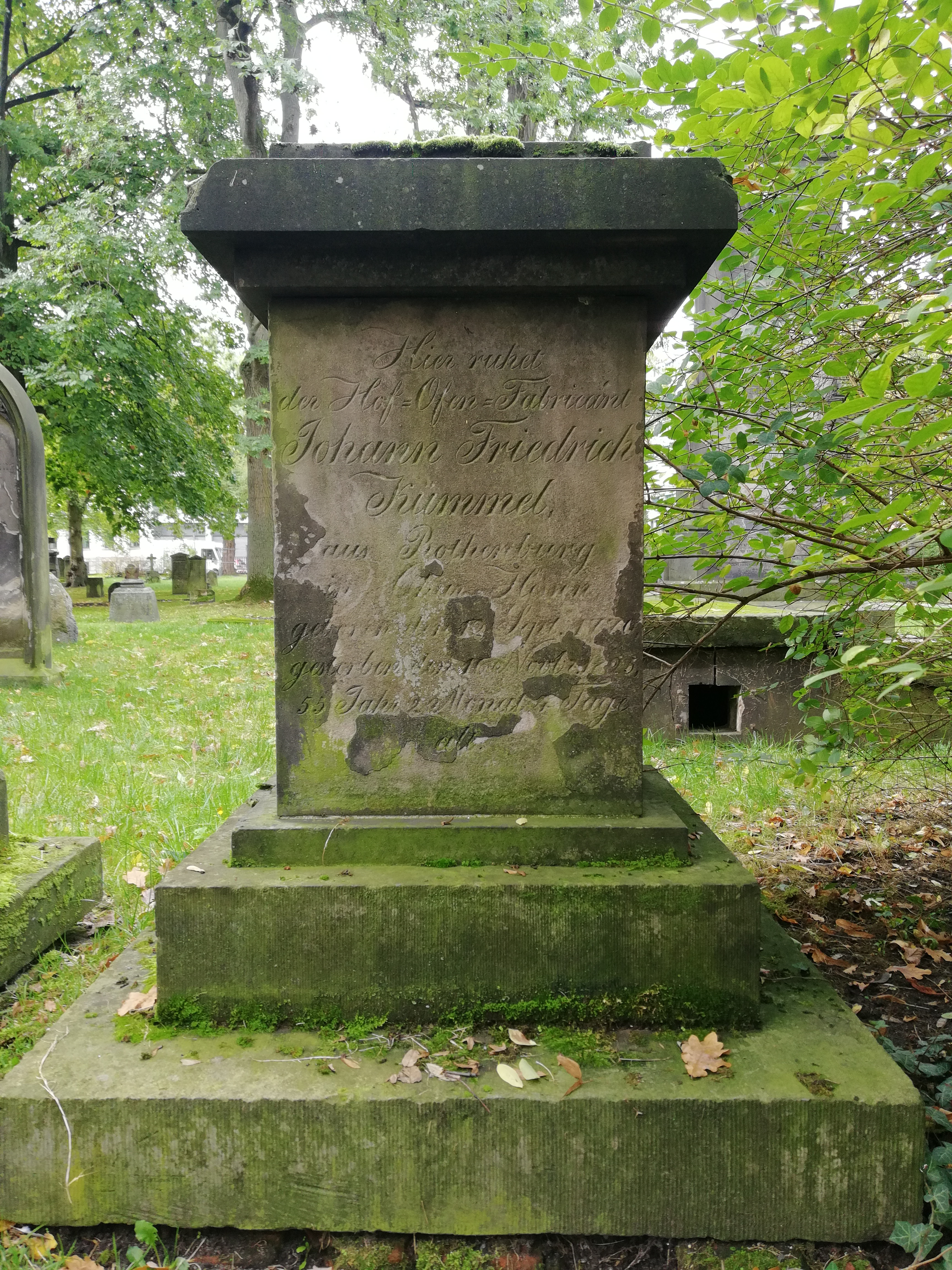
Grabstein für Kümmels Vater Johann Friedrich Kümmel auf dem Gartenfriedhof

Georg Kümmel war ein Abkömmling der ursprünglich aus Oberhessen stammenden Familie Kümmel. Er war der Sohn des anfangs in Linden vor Hannover tätigen Ofenfabrikanten Johann Friedrich Kümmel (* 1770 in Rotenburg an der Fulda; † 1825 in Hannover) und der Anna Dorothea Kümmel, geborene Krieg, und der älteste Stiefbruder des Bildhauers Heinrich Kümmel.
Zur Zeit des Königreichs Hannover lernte Georg Kümmel bei dem Hofbaumeister Diederich Christian Ludwig Witting, dem Maler Johann Heinrich Ramberg und dem Bildhauer August Hengst sowie an der Akademie der bildenden Künste in Kassel bei dem  dort lehrenden Bildhauer Johann Christian Ruhl. 1831 und 1835 bis 1837 studierte er an der Polytechnischen Schule seiner Heimatstadt.
Er übernahm die Ofenfabrik seines verstorbenen Vaters in Linden.
Auf der Gewerbeausstellung 1835 des Gewerbevereins für das Königreich Hannover stellte er verschiedene Bauverzierungen in Ton aus sowie Proben von Fayencen, in Formen gepresste Ofenkacheln und Rauchfang-Röhren. Etwa zu jener Zeit war Kümmel zudem Mitglied des Vereins zur Beförderung des Gewerbefleißes in Preußen. Er war außerdem Mitglied des 1842 gegründeten Hannoverschen Künstlervereins.
In seinen handschriftlichen Jugenderinnerungen vermerkte Kümmel, der Hofbaumeister Georg Ludwig Friedrich Laves und vor allem Justus Molthan hätten ihn in seinem Fortkommen geschadet. Es war dann jedoch das von Laves und Molthan neu gestaltete Jagdschloss Springe, für das „C. Kümmel“ beziehungsweise „G. E. C. Kümmel“ schließlich die Öfen lieferte. Neben Zimmeröfen einfacherer Art schuf der Hofofensetzer in seiner Werkstatt auf dem Emmerberg den hohen Kaminofen im Speisesaal des Schlosses. Das Möbel aus weißglasiertem Kachelzeug und eisernem Geschränk mit seinen zeittypisch modellierten Schmuckteilen wurde mutmaßlich nach der Entfernung des Deckenstucks und im Zuge der Ausführung der Malerarbeiten gesetzt. „Sicherlich auf Anregung von Laves“ hatte Kümmels Bruder, der Bildhauer Heinrich Kümmel, „die wertvoll ornamentierten Tonteile und die Verzierungen am Geschränkeinsatz“ modelliert. Den stilistisch entsprechenden Charakter weisen auch die in einer Legierung aus Messing gegossenen Drückeroliven und die Schlüsselrosetten an den hohen Eingangstüren im Erdgeschoss des Gebäudes auf.
Im Adressbuch der Königlichen Residenzstadt Hannover für das Jahr 1855 offerierte der Königliche Hofofensetzer und Fabrikant verschiedene Öfen „weiß und couleurt“, daneben Bauelemente aus Ton sowie Figuren, Urnen, Fußbodenfliesen und Badewannen.

## Familie
Georg Kümmel heiratete 1833 Wilhelmine Heusinger, Tochter des in Bad Nenndorfer tätigen Pastors Gottlieb Hieronymus Werner Heusinger aus der Familie Heusinger von Waldegg. Aus der Verbindung stammten
- der spätere Ingenieur und Direktor der Gas- und Wasserwerke in Hildesheim und Altona Werner Kümmel (1834–1893).
  - Dessen Sohn Otto Kümmel (1874–1952) wurde Kunsthistoriker mit Schwerpunkt für Ostasien sowie Museumsleiter.[1]
- Eine Tochter Georg Kümmels war die 1841 in Hannover geborene und in der Gartenkirche getaufte Anna Maria Theresa Kümmel, die später auf dem Protestantischen Friedhof in Rom bestattet wurde.[2]

## Archivalien
Archivalien von und über Georg Kümmel finden sich beispielsweise
- als handschriftliche „Jugenderinnerungen“ im Stadtarchiv Hannover.[3]